# 2400 Derevskaya
2400 Derevskaya este un asteroid din centura principală, descoperit pe 17 mai 1972 de Tamara Smirnova.